# City-Center Fürth
Het City-Center Fürth is een winkelcentrum in Fürth nabij het stadstheater, tussen de Alexander-, König- en Schwabacher Straße. Het werd geopend in september 1985. Op het grondperceel bevond zich vroeger Brauerei Geismann en het brouwhuis van de Humbser-Brauerei. 

## Algemeen
Het City-Center Fürth telt meer dan zestig winkels, restaurants en cafés en was ooit een modern winkelcentrum aan de rand van het voetgangersgebied. Het dagelijkse bezoekersaantal lag rond de 10.000. Het centrum kampt echter al jaren met grote leegstand.  
Regelmatige worden evenementen georganiseerd in het centrum. zoals optredens van muziekgroepen, informatieweken van openbare instellingen en presentaties van clubs en organisaties . In de 200 m² grootte evenementenruimte ETWAS LOS hebben kunstenaars de mogelijkheid om hun werken ten toon te stellen. De ondergrondse parkeergarage van het stadscentrum is omgebouwd tot ABC-bunker. Deze kan binnen 50 dagen worden opgestart en biedt ruimte aan 5217 personen. 
Vanwege een slechte bezettingsgraad staat het stadscentrum sinds 2010 te koop en wacht het op modernisering en renovatie.
Op 18 juli 2016 werd aangekondigd dat het centrum werd overgenomen door de lokale P&P Gruppe en dat het naar verwachting in 2019 opnieuw zou openen met een aanzienlijk kleinere verkoopvloeroppervlakte.

## Gebruik
Het centrum heeft een verkoopvloeroppervlakte van ca. 26.000 m². Naast de winkels en daghoreca, zijn er vijf restaurants met een nachttoegang, een discotheek en een bank gevestigd. Het centrum beschikt over een eigen ondergrondse parkeergarage met 535 plaatsen.